# Des vies en suspens
Pour plus de détails, voir Fiche technique et Distribution.
Des vies en suspens (en suédois, De apatiska barnen) est un court métrage documentaire suédois-américain réalisé en 2019 par Kristine Samuelson (de) et John Haptas (de).
Le documentaire est distribué par Netflix depuis le 14 juin 2019,.
Le film a été nommé pour l'Oscar du meilleur court métrage documentaire à la 92e cérémonie des Oscars en 2020.

## Synopsis
Le documentaire relate du syndrome de résignation dont sont touchés des centaines d'enfants réfugiés en Suède.

## Fiche technique
- Titre : Des vies en suspens
- Titre original : De apatiska barnen
- Réalisation : John Haptas et Kristine Samuelson
- Photographie : John Haptas
- Montage : John Haptas et Kristine Samuelson
- Société de production : Stylo Films
- Pays :  Suède et  États-Unis
- Genre : Documentaire
- Durée : 39 minutes
- Dates de sortie : 
  - Netflix : 14 juin 2019